# Puces de Montsoreau

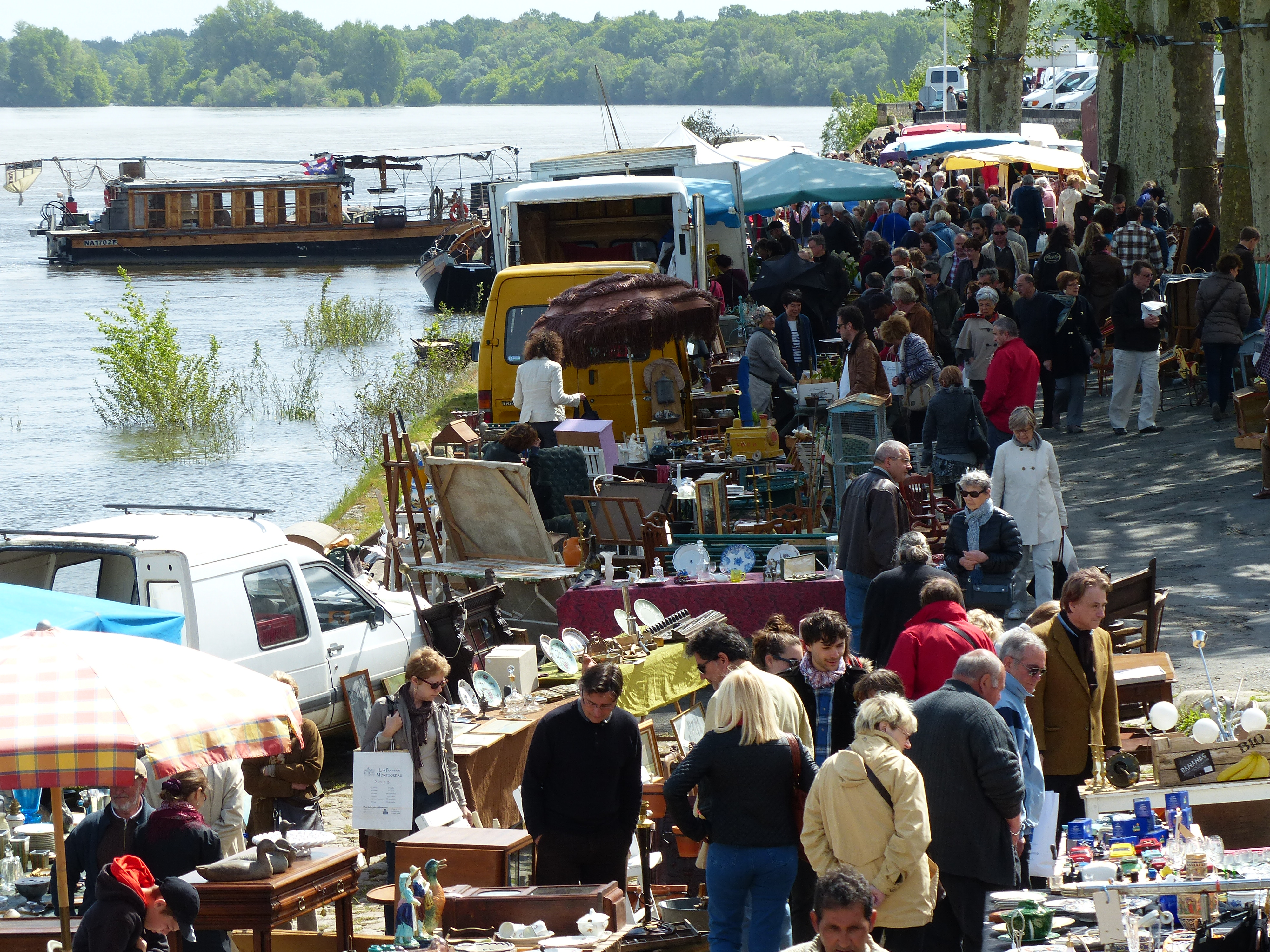
Der Loire-Flohmarkt in Montsoreau, Loiretal

Die Puces de Montsoreau in Montsoreau (französisch Marché aux puces de Montsoreau) ist der größte Flohmarkt im Loiretal und findet ganzjährig am zweiten Sonntag im Monat statt. Montsoreau ist eine kleine Stadt, die nach dem Berg Soreau benannt wurde, auf dem das berühmte Schloss Montsoreau steht, das einzige der Schlösser der Loire, das im Flussbett der Loire errichtet wurde. Montsoreau zählt zu den schönsten Dörfern Frankreichs. Sowohl das Dorf als auch das Schloss sind Teil des UNESCO-Weltkulturerbes Loiretal. Der Flohmarkt von Montsoreau umfasst das ganze Jahr über hundert professionelle Kaufleute und befindet sich im Stadtteil Vieux Port am Ufer der Loire.

## Geschichte
Montsoreau ist Teil des UNESCO-Weltkulturerbes Loiretal und auch unter den schönsten Dörfern Frankreichs gelistet. Der Flohmarkt in Montsoreau wurde im April 1990 von der Gemeinde Montsoreau gegründet, um den Handel und den Tourismus dieser kleinen Stadt zu fördern und die Stadtlandschaft in vollem Umfang zu nutzen. Die Stadt Montsoreau stützte sich auf ein lokales Netzwerk von Antiquitätenhändlern, um die Periodizität (einmal im Monat, am zweiten Sonntag) und die Identität des Ereignisses festzulegen. Die Marktorganisation stützt sich noch heute auf die Antiquitätenhändler und wird aus dem Dorf gewählt. Eines ihrer Merkmale ist es, die Gebrauchthändler und Antiquitätenhändler am Vormittag um 5.30 Uhr einzuladen und die verfügbaren Plätze am Vieux Port zu ziehen Docks.

## Frankreich-Europa Antiquitäten-Gütezeichen
Der Flohmarkt in Montsoreau wurde 2006 mit dem France-Europe Antiques-Gütezeichen ausgezeichnet und ist eine der 52 in Europa gekennzeichneten Veranstaltungen. Dieses Gütezeichen wird von der SNCAO-GA (Nationaler Verband für Antike, Moderne und Zeitgenössische Kunstgalerie) ausgestellt und beim INPI (Nationales Institut für geistiges Eigentum) und WIPO (Weltorganisation für geistiges Eigentum) in Genf hinterlegt.

## Teilnahme
Die Veranstaltung profitierte von ihrem Image der Echtheit der Waren, ihrer unmittelbaren Umgebung der Loiretal-Landschaft und der Bekanntheit ihres Schlosses, um ab den 1990er Jahren unmittelbar die Anwesenheit von 4000 Besuchern pro Veranstaltung sicherzustellen. Im Jahr 2011 stabilisiert sich die Besucherzahl zwischen 6000 und 10.000 Besuchern pro Veranstaltung. Heute übersteigen regelmäßig 10.000 Besucher.

## Le plus des puces
Während des Flohmarkts in Montsoreau versammelten sich 20 Kunstler und Kunsthandwerker, um ihre Dienstleistungen anzubieten. Diese Fachleute können Gegenstände, die von Antiquitätenhändlern verkauft werden, restaurieren, aber auch ihre Kreationen oder kundenspezifischen Projekte anbieten. Sie betreffen alle Bereiche des Kunsthandwerks und sind spezialisiert auf Restaurierung, Innenarchitektur oder Dekoration.